# Вулиця Олега Онікієнка
Ву́лиця Оле́га Онікіє́нка — одна з найдовших вулиць міста Бровари Київської області, Україна.

## Опис
Є магістральною вулицею, має протяжність 3 850 метрів. Починається з автомобільної розв'язки біля вулиць Героїв України і Ярослава Мудрого, закінчується на межі міста переходом у вулицю Гоголівську в селі Квітневе.
Вулиця повністю проходить через Броварський міст і перетинає дві залізничні лінії. До неї з парного боку прилучаються вулиці Радистів, Сергія Москаленка, Холодильний провулок, вулиці Поповича, Броварської сотні, Петра Калнишевського, Богдана Хмельницького, Прилуцька, Покровська, Степана Олійника та Базова. З непарного боку прилучаються вулиці Вокзальна (двічі), Ольги Гасин і провулок Вокзальний.

## Історія
До 25 грудня 2015 року вулиця мала назву Кутузова — на честь Михайла Кутузова. Із 25 грудня 2015 року по 10 березня 2016 року вулиця називалась Олега Оникієнка — на честь броварця, загиблого учасника війни на сході України Олега Онікієнка, який мешкав на цій вулиці. Із 10 березня 2016 року, після внесення технічної правки, вулиця називається Олега Онікієнка. Проти такого перейменування виступили члени робочої групи з підготування пропозицій щодо перейменування вулиць у місті Броварах, зокрема філолог Марія Овдієнко.
14 вересня 1967 року від приналежності до вулиці виокремили дві дороги — провулки Радистів та Холодильний.

## Об'єкти
- № 136 — нове кладовище.[7][8]

## Галерея

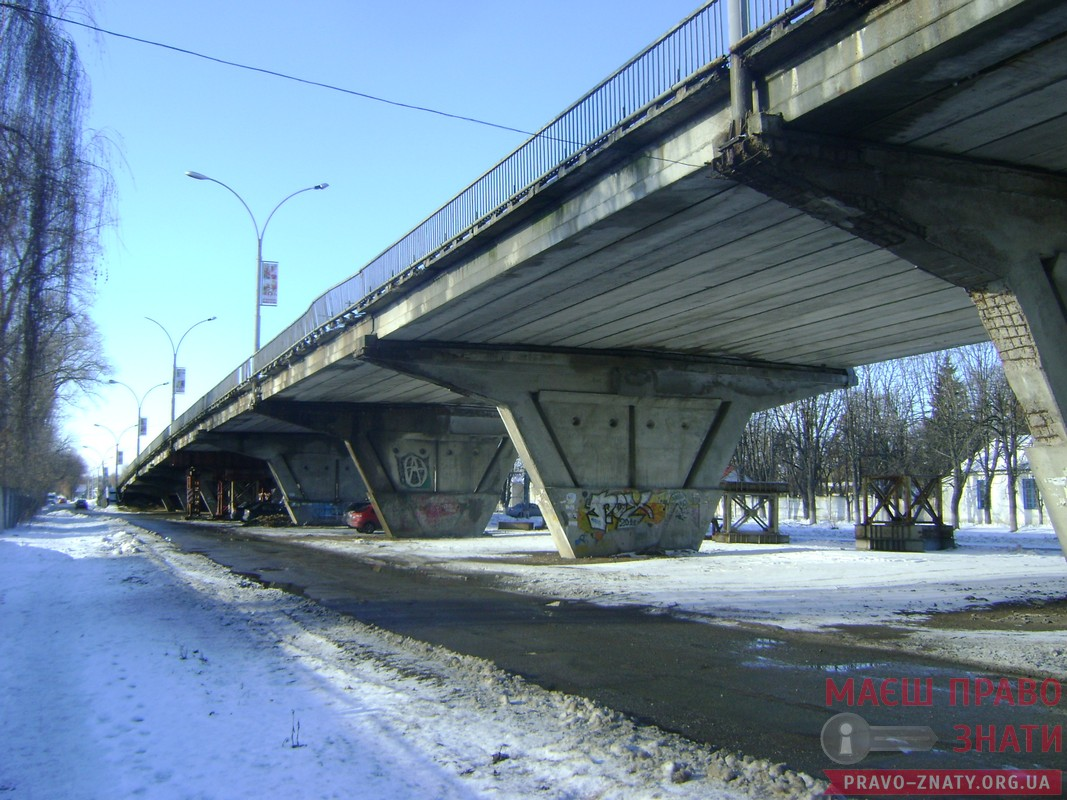
Аварійний автомобільний міст